# نمر (لاريجان السفلى)
نمر (بالفارسية: نمار) هي منطقة سكنية تقع في إيران في قسم لاریجان السفلی الريفي. يقدر عدد سكانها بـ 165 نسمة .